# Siegfried Pank

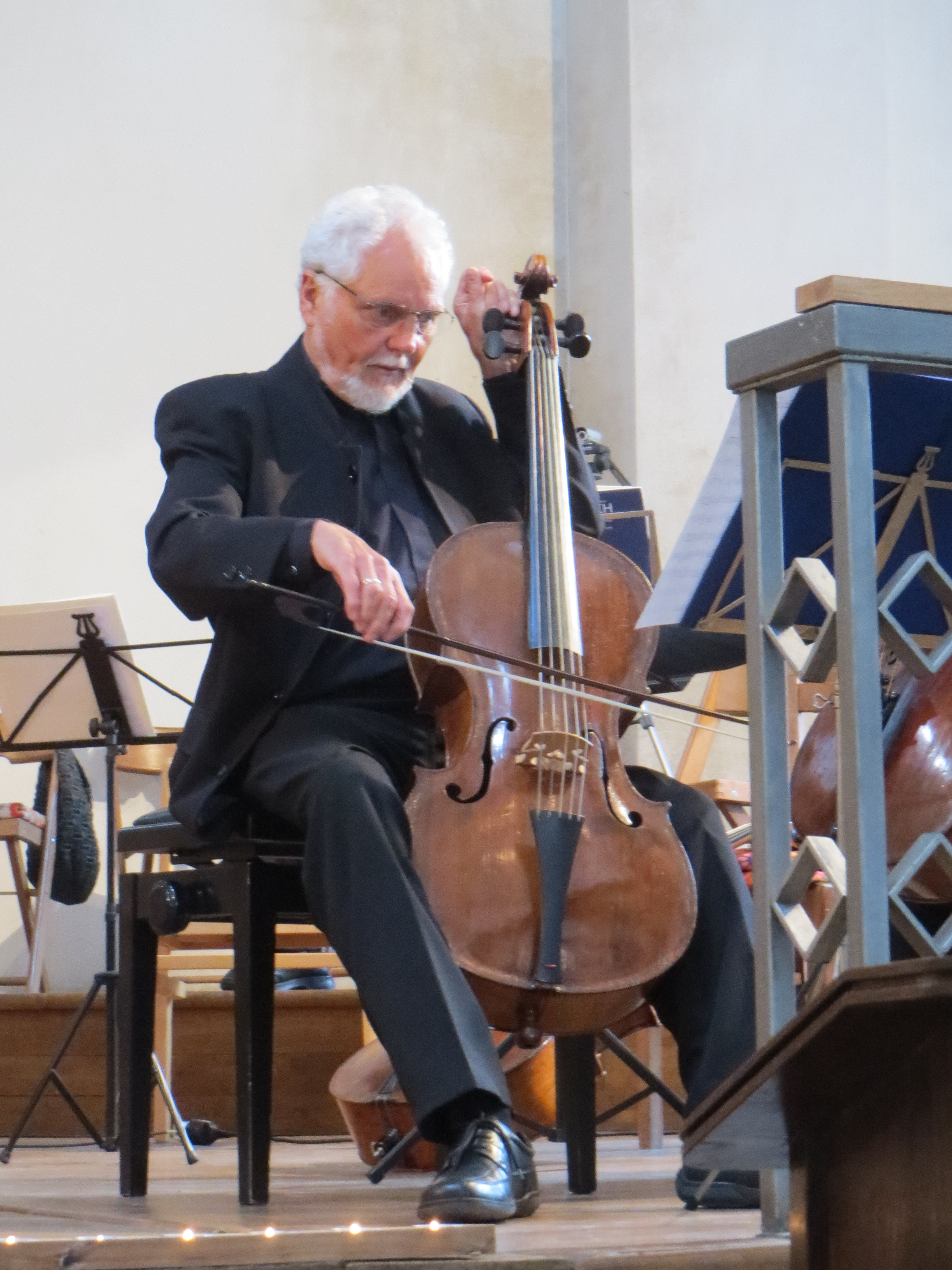
Siegfried Pank mit Violoncello piccolo bei der 68. Greifswalder Bachwoche 2014

Siegfried Pank (* 24. März 1936 in Salzwedel) ist ein deutscher Cellist und Gambist, er gilt als Nestor der Alte-Musik-Bewegung in Deutschland.

## Biografie
Der Sohn eines Brückenbau-Ingenieurs und Amateurmusikers sowie Urenkel des Leipziger Superintendenten Oskar Pank wuchs zunächst in Danzig (Pommern) auf. 1944 wurde er nach Borna verschlagen, wo er Klavier- und Cellounterricht erhielt. Von 1948 bis 1952 war er Schüler der Landesschule Pforta, danach bis 1954 der Thomasschule zu Leipzig. Von 1952 bis 1954 war er Mitglied des Leipziger Thomanerchores unter Günther Ramin; bei Rudolf Wintgen hatte er Cellounterricht.
Pank studierte im Anschluss bis 1959 Violoncello an der Staatlichen Hochschule für Musik in Leipzig bei August Eichhorn. Seine erste Anstellung erhielt er als Solocellist am Carl-Maria-von-Weber-Theater in Bernburg. Ab 1960 war er erster Solocellist im neuen Orchester der Musikalischen Komödie Leipzig, 1962 wurde er Mitglied des Gewandhausorchesters und ab 1973 stellvertretender Solocellist. Daneben war und ist er als Solist und Orchestermusiker tätig, er spielte u. a. im Neuen Bachischen Collegium Musicum und unternahm ausgedehnte Konzertreisen. Als Gewandhausmusiker beschäftigte er sich auf Anregung durch Wieland Kuijken und Jordi Savall intensiv mit der Viola da gamba. Seitdem steht er für ein Gambenspiel, das dem barocken Ideal nahezukommen sucht.
1980 verließ er das Gewandhaus und nahm einen Lehrauftrag an der nunmehrigen Hochschule für Musik „Felix Mendelssohn Bartholdy“ an und wurde dort 1984 Dozent, bis man ihn 1988 zum Professor für Violoncello und Viola da gamba berief. 1991 begründete er die Fachrichtung Alte Musik und baute diese auf. Im Jahr 2001 wurde Pank emeritiert, im Sommer 2006 endete sein Lehrauftrag. Er hielt Seminare und Meisterkurse ab und publizierte vieles, vor allem über die Aufführungspraxis und Interpretation der Musik des 17. und 18. Jahrhunderts. Auch ist er Jurymitglied beim Deutschen Musikrat sowie bei mehreren internationalen Wettbewerben, so beim Johann-Sebastian-Bach-Wettbewerb in Leipzig, beim Bach-Abel-Wettbewerb in Köthen und bei den Magdeburger Telemann-Festtagen. Seit 2012 ist Pank Präsident der Internationalen Telemann-Gesellschaft e. V.
Nach wie vor entfaltet Pank eine rege musikalische Tätigkeit, gemeinsam mit anderen Solisten, dem Barocktrio Schwarz/Pank/Becker-Foss (mit Gotthold Schwarz und Hans Christoph Becker-Foss), dem Leipziger Concert und zahlreichen weiteren Ensembles wie dem Sächsischen Vocalensemble.
Pank lebt in Markkleeberg bei Leipzig. Sein Sohn Sebastian Pank ist ebenfalls Musiker und der Gründer und Inhaber des auf Alte Musik spezialisierten Plattenlabels Raumklang auf Schloss Goseck.

## Auszeichnungen
Am 10. September 2008 erhielt Siegfried Pank im Rahmen eines Konzerts der Bachtage Potsdam den Ehrenpreis der Brandenburgischen Bach-Gesellschaft. Er wurde damit für seine künstlerischen, musikwissenschaftlichen und pädagogischen Verdienste um die Bach-Pflege und für sein Engagement für die Potsdamer Bachtage geehrt.
In Würdigung für die Verbreitung von Telemanns Werken erhielt Pank am 9. März 2012 im Rahmen des Eröffnungskonzerts der 21. Telemann-Festtage den Georg-Philipp-Telemann-Preis der Landeshauptstadt Magdeburg.
Am 7. Oktober 2018 wurde Siegfried Pank im Rahmen der Eröffnung des 7. Bach-Abel-Wettbewerbs im Spiegelsaal des Schlosses Köthen durch den Ministerpräsidenten des Landes Sachsen-Anhalt, Reiner Haseloff (CDU), mit dem Verdienstorden des Landes Sachsen-Anhalt ausgezeichnet.  